# Vlčí Doly
Vlčí Doly (deutsch Wlczidol, 1939–1945 Wolfsgruben) ist ein Ortsteil der Gemeinde Věžky in Tschechien. Er liegt sieben Kilometer nordöstlich von Morkovice-Slížany und gehört zum Okres Kroměříž.

## Geographie
Vlčí Doly befindet sich im Nordosten des Litentschitzer Hügellandes in einem Talkessel am Oberlauf des Baches Vlčidolka bzw. Křenovický potok. Das Dorf liegt an der Grenze des Okres Kroměříž mit dem Okres Přerov und Okres Prostějov. Nordöstlich erhebt sich der Kozlov (350 m), im Süden die Čizová (363 m), südwestlich die Hájky (348 m) sowie im Nordwesten die Štátula (307 m).
Nachbarorte sind Stříbrnice und Křenovice im Norden, Kovalovice, Bojanovice und Zlobice im Nordosten, Věžky im Südosten, Zborovice, Medlov und Srnov im Süden, Tetětice, Počenice und Uhřice im Südwesten, Dřínov im Westen sowie Pavlovice u Kojetina, Srbce und Vitčice im Nordwesten.

## Geschichte
Die erste schriftliche Erwähnung des Dorfes Wlczidol erfolgte im Jahre 1377. Sein Name leitet sich von den zahlreichen Wolfsgruben her, mit denen nach der slawischen Besiedlung der Gegend die Bewohner die Wölfe von den Dörfern fernhielten. Es wird deshalb angenommen, dass der Ort wesentlich früher entstand. Weitere Bezeichnungen waren Wlciedol, Wlezidol, Wlcziedoly (1437), Wlczidoly (1480) und Vlcži Dollj (1616). Zu den vielfach wechselnden Besitzern gehörten Jan von Ticích Dol, Zbyněk von Dřínov, Ctibor von Věžky und Mikuláš d. J. von Hrádek. Während des Dreißigjährigen Krieges fiel das Dorf fast gänzlich wüst. Im Jahre 1751 wurde der Ort Wlcžidoly genannt. Seit 1786 war das Dorf nach Pavlovice u Kojetina gepfarrt. Der Schulunterricht erfolgte in der dortigen Pfarrschule, später wurde in Dřínov und Věžky unterrichtet. Bis zur Mitte des 19. Jahrhunderts war Wlčjdoly anteilig zwischen den Allodialgütern Dřínov und Věžky aufgeteilt.
Nach der Aufhebung der Patrimonialherrschaften bildete Wlčjdoly ab 1850 eine Gemeinde in der Bezirkshauptmannschaft Kroměříž. In der zweiten Hälfte des 19. Jahrhunderts erreichte das Dorf mit 240 Einwohnern seine höchste Bevölkerungszahl. Ab 1872 trug die Gemeinde den Namen Vlčí Dol / Wlczidol, der heutige Ortsname Vlčí Doly wird seit 1893 verwendet. Mit Beginn des Jahres 1961 wurde Vlčí Doly nach Věžky eingemeindet. Im Jahre 1991 hatte das Dorf 77 Einwohner. Beim Zensus von 2001 lebten in den 49 Häusern von Vlčí Doly 60 Personen.

## Sehenswürdigkeiten
- Kapelle
- Gefallenendenkmal
- Kreuz
- Aussichtsturm auf der Štátula, nordwestlich des Dorfes
- Naturreservat Vitčický les, Waldgebiet an der Štátula